# Folklore and superstition
Folklore and Superstition es el segundo álbum de la banda estadounidense de hard rock Black Stone Cherry, publicado el 19 de agosto de 2008 por Roadrunner Records. Antes había sido puesto en streaming en la página web de la revista musical NME, concretamente el 13 de agosto. Debutó en el primer puesto en el Rock Album Chart del Reino Unido y en el 23.º del top 200 del mismo país. 

## Lista de canciones
1. "Blind Man" - 3:40
2. "Please Come In" - 3:56
3. "Reverend Wrinkle" - 4:12
4. "Soulcreek" - 3:37
5. "Things My Father Said" - 3:53
6. "The Bitter End" - 4:07
7. "Long Sleeves" - 4:17
8. "Peace Is Free" - 4:10
9. "Devil's Queen" - 4:38
10. "The Key" - 4:27
11. "You" - 4:22
12. "Sunrise" - 3:48
13. "Ghost of Floyd Collins" - 3:50
14. "Cowboys" (canción extra en Japón)
15. "Junkman" (canción extra en iTunes) - 3:20
16. "Stranger" (canción extra en iTunes) - 3:39
17. "Bulldozer" (canción extra en iTunes) - 3:54

- Datos: Q2323782